# توماس ريان (سياسي أسترالي)
توماس ريان (بالإنجليزية: Thomas Ryan)‏ هو سياسي أسترالي، ولد في 26 يوليو 1895، وتوفي في 14 أكتوبر 1972. حزبياً، نشط في حزب العمال الأسترالي. وقد انتخب عضو الجمعية التشريعية نيو ساوث ويلز عن دائرة Electoral district of Auburn ‏ (3 مارس 1956 – 31 مارس 1965).